# Stenophloeus ocularis
Stenophloeus ocularis là một loài bọ cánh cứng trong họ Cerambycidae.